# James McCord
Pour les articles homonymes, voir McCord.
James Walter McCord, Jr., né le 26 juillet 1924 à Waurika dans l'Oklahoma et mort le 15 juin 2017 à Douglassville en Pennsylvanie, est un ancien agent du FBI et de la CIA impliqué dans le scandale du Watergate. Expert électronique, il est membre de l'équipe des « plombiers » qui cambriole le siège du Parti démocrate en juin 1972 pour y poser des micros. Il est arrêté, et passe aux aveux devant le juge John Sirica à la suite de son procès à Washington en janvier 1973. Il met en cause des membres de l'administration Nixon, dont John Mitchell et John Dean.